# فرانک آلفورد
فرانک آلفورد (انگلیسی: Frank Alford; ۱۴ مهٔ ۱۹۰۱ – ۱۹۸۲ (۸۰−۸۱ سال)) بازیکن فوتبال اهل بریتانیا بود.
از باشگاه‌هایی که در آن بازی کرده‌است می‌توان به باشگاه فوتبال دارون، باشگاه فوتبال سوئیندون تاون، باشگاه فوتبال اسکانتورپ یونایتد، باشگاه فوتبال بارو، باشگاه فوتبال لینکولن سیتی، و باشگاه فوتبال اورتون اشاره کرد.